# Gấu nâu Á Âu
Gấu nâu Á Âu (danh pháp ba phần: Ursus arctos arctos) là một phân loài gấu nâu, được tìm thấy khắp lục địa Á Âu. Gấu nâu Á Âu còn có tên gọi khác gấu nâu thông thường, gấu nâu châu Âu.

## Miêu tả

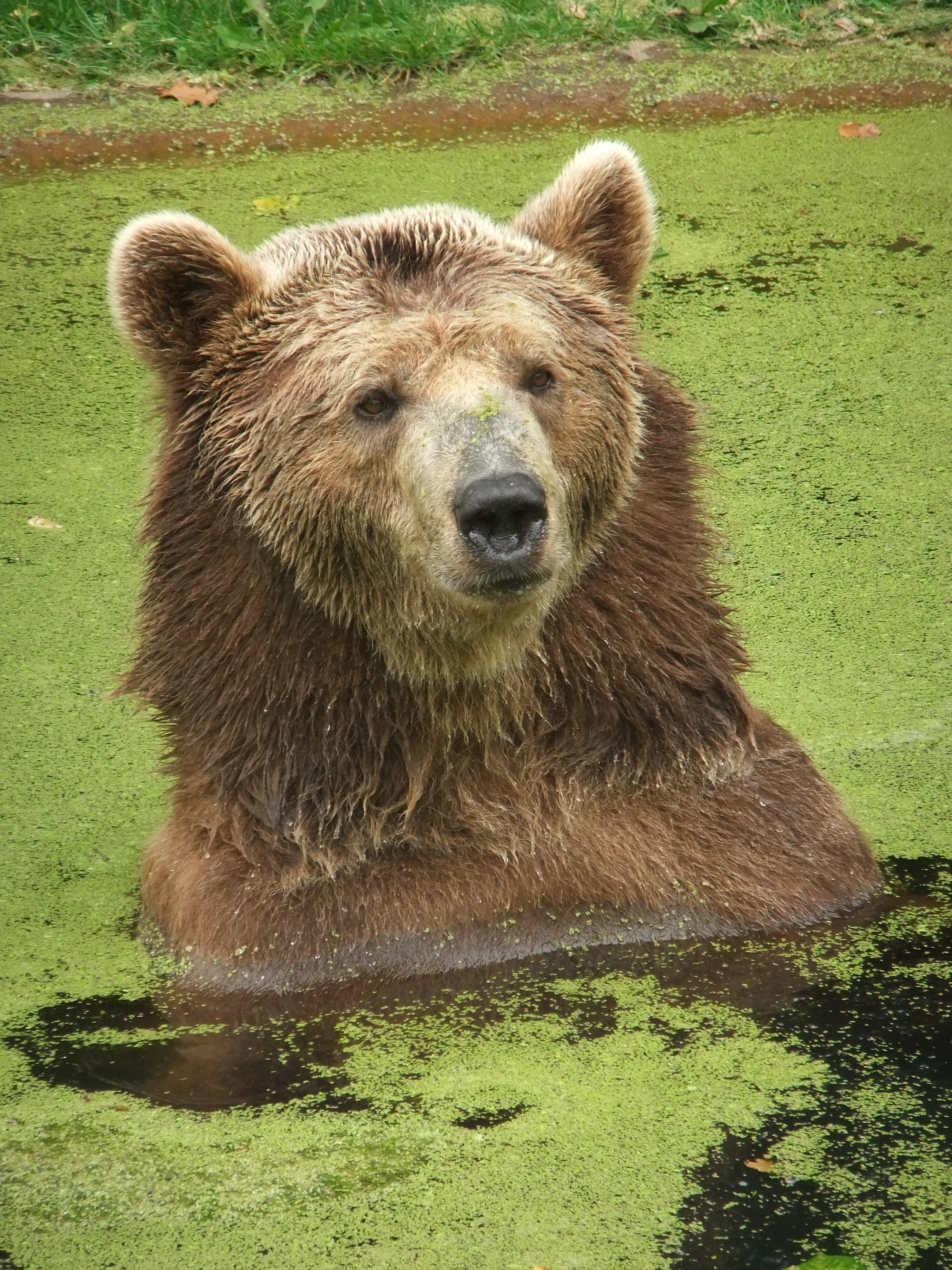
Một con gấu nâu Á Âu trong một cái ao

Gấu nâu Á Âu có bộ lông màu nâu, có thể dao động từ màu vàng hơi nâu đến màu nâu sẫm, màu nâu đỏ, và gần như màu đen trong một số trường hợp, bộ lông bạch tạng cũng đã được ghi nhận. Bộ lông dày đặc đến mức độ khác nhau và lông có thể dài đến 10 cm. Hình dạng của đầu thường là khá tròn với đôi tai tương đối nhỏ và tròn, hộp sọ rộng và miệng có 42 chiếc răng, bao gồm cả răng ăn mồi. Nó có một cấu trúc xương mạnh mẽ, bàn chân lớn có móng vuốt lớn, vuốt có thể dài đến 10 cm. Trọng lượng thay đổi tùy thuộc vào môi trường sống và thời gian trong năm. Một con đực phát triển đầy đủ nặng trung bình từ 265–355 kg (583-780 lb). Con gấu nâu Á Âu lớn nhất được ghi nhận có cân nặng 481 kg (1058 lb) và dài gần 2,5 m. Gấu cái có cân nặng trong khoảng giữa 150–250 kg (330-550 lb).

## Lịch sử
Gấu nâu đã có mặt ở Anh cho đến khi không muộn hơn năm 1000 khi chúng đã bị tuyệt diệt bởi nạn săn bắt quá mức.
Gấu nâu Á Âu được sử dụng ở La Mã cổ đại để giao chiến trong các đấu trường. Những con gấu mạnh nhất rõ ràng đến từ Caledonia và Dalmatia.
Trong thời cổ, gấu nâu Á-Âu phần lớn là ăn thịt, với 80% khẩu phần ăn của nó là thịt. Tuy nhiên, khi môi trường sống của nó ngày càng biến mất, thịt chỉ chiếm 40% khẩu phần ăn của nó vào cuối những năm Trung cổ, cho đến thời hiện đại, tỷ lệ thịt trong khẩu phần ăn của nó còn ít hơn 10-15% khẩu phần ăn của chế độ ăn uống của nó.
Không giống như ở Mỹ, nơi trung bình mỗi năm có hai người bị gấu giết chết, Scandinavia chỉ ghi nhận có ba vụ tấn công của gấu gây tử vong trong thế kỷ qua.

## Phân bố

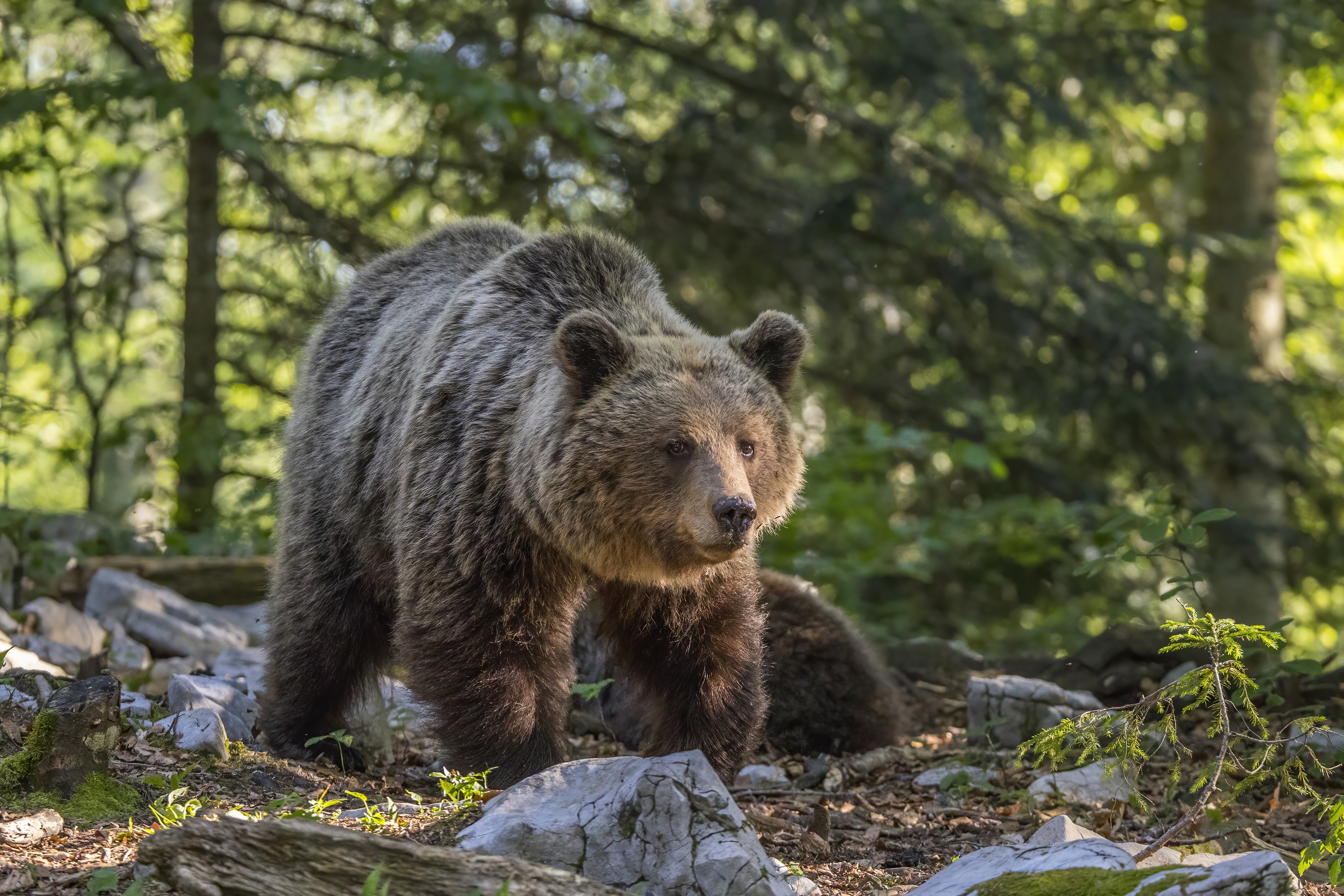
Một cá thể gấu cái trưởng thành gần Stari Kot, Slovenia.

Gấu nâu đã từng hiện diện ở hầu hết miền bắc lục địa Á-Âu. 
Loài gấu nâu Á Âu đã bị tuyệt chủng ở Anh và Ireland, nhưng nó vẫn tồn tại trong Bắc Âu và ở Nga. Có một quần thể nhỏ trong Pyrenees, trên biên giới giữa Tây Ban Nha và Pháp, nằm bên bờ vực tuyệt chủng, cũng như một nhóm bị đe dọa như nhau ở dãy núi Cantabria tại Tây Ban Nha. Ngoài ra còn có quần thể ở các vùng Abruzzi và Trentino của Ý.
Quần thể ở Baltoscandia là ổn định và tăng chậm - bao gồm hơn 2000 cá thể ở Thụy Điển, thêm 1200 cá thể nữa ở Phần Lan, 700 cá thể ở Estonia và khoảng 70 con ở Na Uy. 
Quần thể lớn có thể được tìm thấy trong Albania, România, Slovakia, Bosnia và Herzegovina, Croatia, Slovenia, Cộng hòa Macedonia và Bulgaria; số lượng nhỏ hơn, nhưng vẫn còn dân số đáng kể cũng có thể được tìm thấy trong Hy Lạp, Serbia và Môn-tê-nê-grô, vào năm 2005, đã có khoảng 200 con ở Ukraina, các quần thể này là một phần của hai siêu quần thể riêng biệt: Carpathia (hơn 5.000 cá thể), và Dinaric-Pindos (Balkans), với khoảng 3.000 cá thể.
Dân số gấu nâu lớn nhất ở châu Âu có thể được tìm thấy tại Nga; số lượng đã hồi phục từ mức thấp nhất do săn bắn nhiều trước cuộc cách mạng Nga năm 1917.
Trên toàn cầu, dân số lớn nhất được tìm thấy phía đông của dãy núi Ural, ở các khu rừng lớn Siberia, gấu nâu cũng có mặt với số lượng nhỏ trong các khu vực của trung bộ châu Á (các quốc gia thuộc Liên Xô cũ).